# Macrorrhyncha italica
Macrorrhyncha italica är en tvåvingeart som först beskrevs av Costa 1857.  Macrorrhyncha italica ingår i släktet Macrorrhyncha och familjen platthornsmyggor.
Artens utbredningsområde är Italien. Inga underarter finns listade i Catalogue of Life.